# هامبتون ديل روث
هامبتون ديل روث (بالإنجليزية: Hampton Del Ruth)‏ مواليد 7 سبتمبر 1879 في ديلاوير - الوفاة 15 مارس 1958 في لوس أنجلوس، كاليفورنيا، الولايات المتحدة، هو ممثل ومخرج ومنتج وكاتب سيناريو أمريكي بدأ مسيرته الفنية سنة 1913. من أعماله رومانسية تيلي المثقوبة.

## روابط خارجية
- هامبتون ديل روث على موقع IMDb (الإنجليزية)
- هامبتون ديل روث على موقع ألو سيني (الفرنسية)
- هامبتون ديل روث على موقع أول موفي (الإنجليزية)
- هامبتون ديل روث على موقع قاعدة بيانات الأفلام السويدية (السويدية)
- هامبتون ديل روث على موقع قاعدة بيانات الفيلم (الإنجليزية)
- هامبتون ديل روث على موقع كينوبويسك (الروسية)